# 마투라 사자주두

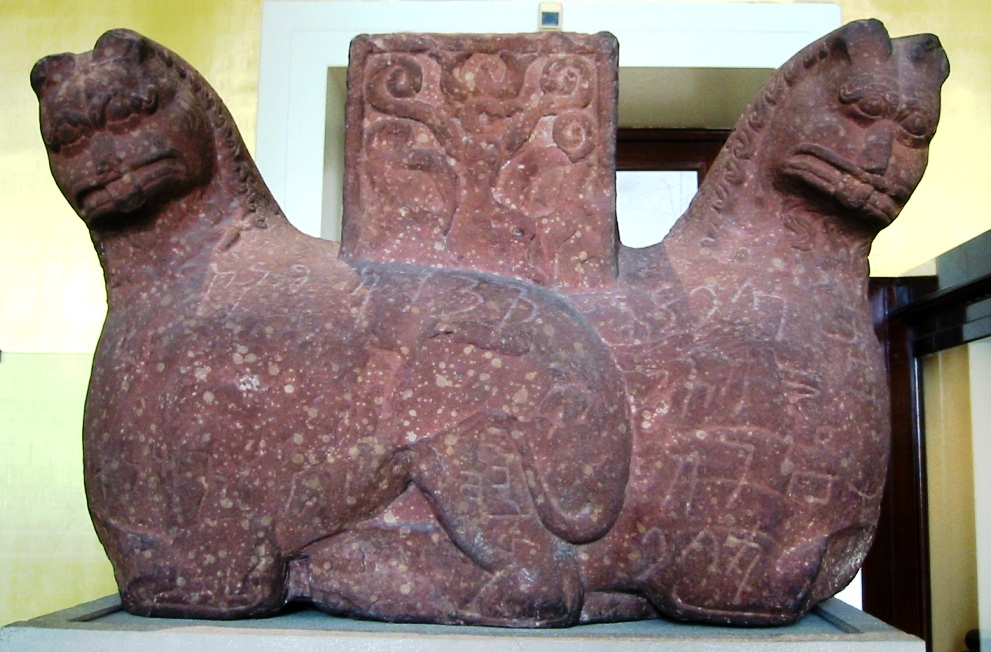

마투라 사자주두(Mathura lion capital)는 인도 중부 마투라에서 발굴된 인도-스키타이의 사암제 기둥머리이다. 기원후 1세기경의 물건이다.
1869년 바그완 랄 인드라지가 발굴했다. 유물은 카로슈티 문자로 쓰여진 프라크리트 명문들이 새겨져 있다.
현재 대영박물관 동양관에 소장 전시 중이다.

## 같이 보기
- 마투라 미술
- 마투라 헤라클레스